# 佩兹瓦尔像场弯曲

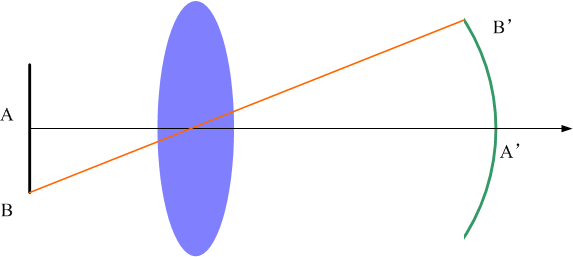
佩兹瓦尔场曲

像场弯曲，简称场曲，是因镜片缺陷，使垂直于主光轴的物平面上发出的光经透镜成像后，清晰的最佳实像面不是平面而是一个曲面的一种像差。1839年匈牙利物理学家约瑟夫·佩兹瓦尔最先从物理学角度阐明像场弯曲的原理，为纪念他，像场弯曲也称为佩兹瓦尔像场弯曲。

## 佩兹瓦尔曲面与佩兹瓦尔和
像场弯曲起源于透镜成像的基本规律，对于同一透镜，距离远的物体成像近，反之，距离近的物体，成像远。如图
平面{\displaystyle AB}的{\displaystyle A}点离镜头近成像与{\displaystyle A'}点；平面{\displaystyle AB}中的{\displaystyle B}点，由于离透镜比{\displaystyle A}点远，因此，{\displaystyle B}点经透镜成像于{\displaystyle B'}点，{\displaystyle B'}点就得比{\displaystyle A'}点离镜头近。弯曲的像场{\displaystyle A'B'}称为佩兹瓦尔曲面。
1839年，佩兹瓦尔证明，对于一个光学镜头组，如果镜头没有其他像差，
它的像场弯曲的曲率{\displaystyle =1/\rho =\sum \Phi /(n*n')}
其中{\displaystyle \Phi ={\frac {n-n'}{r}}}
{\displaystyle r}为曲面的曲率半径。
{\displaystyle \rho }为像场弯曲的曲率半径。
{\displaystyle \sum \Phi /(n*n')}称为佩兹瓦尔和。
佩兹瓦尔证明佩兹瓦尔像场弯曲和和镜头的孔径、光圈位置、镜片厚度、镜片间的空气间隙无关。
一个有多个互相由空气隔离的薄镜片构成的镜头，其佩兹瓦尔和{\displaystyle =\sum \Phi /n}，其中{\displaystyle \Phi } 是薄镜片的度数，{\displaystyle n}是镜片材料的折射率。

## 像场弯曲的纠正
减小佩兹瓦尔和的方法有几：
1. 利用散光来部分抵消像场弯曲；十九世纪中叶的一些镜头多用此法；（近代24X36毫米相机镜头也用此法[5]）。
2. 利用厚弯月形镜片组，其两个外镜面的曲率半径大抵相同。
3. 利用一系列互相隔开较大距离的正、负镜片，为使其消色差，务必大大加强负镜片的度数，这就自然减少佩兹瓦尔和
4. 利用高折射率的冕玻璃和低折射率的燧石玻璃。

## 像场弯曲镜头实例
带像场弯曲的照相机实例

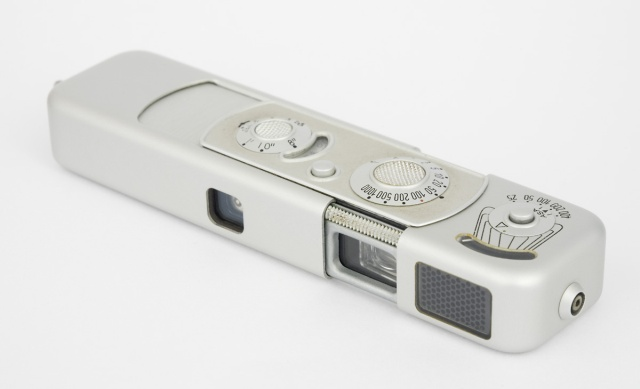
Minox B 微型相机

- 柯达127 Baby Brownie 127  照相机的的127号底片特地呈弧形，因为镜头有像场弯曲。
- 密诺斯Minox  B 微型相机的COMPLAN 15毫米  F3.5 镜头具有像场弯曲，因此底片略呈弧形。
- 因为幻灯胶片多弯曲，因此投影镜头特地制成带像场弯曲，使投影呈平面。

## 像场弯曲小的镜头

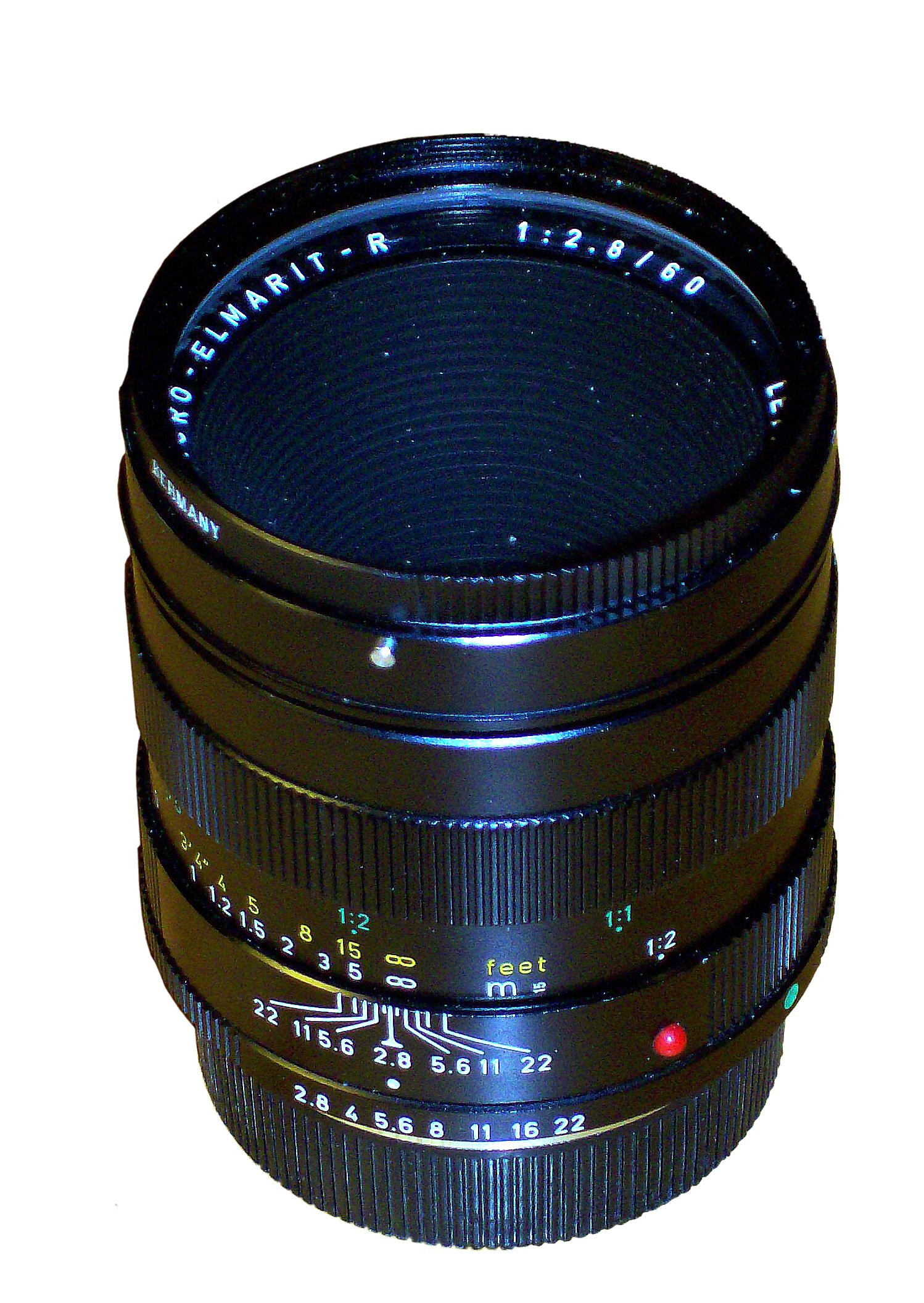
像场平坦的Leica 60毫米微距镜头

有些镜头必需将像场弯曲减少到最低限度，如微距镜头、和制版镜头、放大机镜头、电影投放镜头等。